# 邺郡
邺郡，中国唐朝时设置的郡。
唐玄宗天宝元年（742年），改相州置相州。治所在安阳县（今河南省安阳市）。下辖安阳县、汤阴县（今河南省汤阴县）、林虑县（今河南省林州市）、滏阳县（今河北省磁县）、邺县（今河北省临漳县邺镇）、临漳县（今河北省临漳县西南）、成安县（今河北省成安县）、洹水县（今河北省魏县西南旧魏县）、尧城县（今河南省安阳县永和镇）、内黄县（今河南省内黄县西）、临河县（今河南省浚县东北）。辖境相当今河南省安阳市、鹤壁市、汤阴县、林州市、内黄县、河北省临漳县、成安县、磁县等地。天宝十五年（756年），安禄山占领，改为相州。唐肃宗至德二载（757年）安庆绪改相州置成安府。乾元二年（759年）史思明改为邺郡。唐代宗宝应元年（762年）唐朝收复，复改为相州。
唐朝邺郡太守
- 吴兢（天宝初年）
- 王琚（746年）
- 房琯（751年）
- 王焘（752年—755年）